# Altpoppenreuth
Altpoppenreuth ist ein Gemeindeteil der Marktes Stammbach im Landkreis Hof (Oberfranken, Bayern). Altpoppenreuth liegt in der Gemarkung Fleisnitz.

## Geografie
Unmittelbar östlich der Einöde verläuft die Bundesautobahn 9. Wirtschaftswege führen nach Fleisnitz (0,9 km nördlich), zu einer Gemeindeverbindungsstraße (0,3 km westlich), die nördlich nach Fleisnitz zur Kreisstraße HO 20 bzw. südlich nach Höflein verläuft, und die A 9 unterquerend zur Bucheckmühle (0,7 km südlich).

## Geschichte
Altpoppenreuth gehörte zur Realgemeinde Fleisnitz. Gegen Ende des 18. Jahrhunderts bestand Altpoppenreuth aus einem Anwesen. Die Hochgerichtsbarkeit stand dem bayreuthischen Vogteiamt Stammbach zu. Das Kastenamt Stammbach war Grundherr des Dreiviertelhofes.
Von 1797 bis 1810 unterstand Altpoppenreuth dem Justiz- und Kammeramt Gefrees. Infolge des Ersten Gemeindeedikts wurde Altpoppenreuth dem 1812 gebildeten Steuerdistrikt Streitau und der zugleich entstandenen Ruralgemeinde Fleisnitz zugewiesen. 1938 erfolgte die Eingemeindung nach Stammbach.

### Einwohnerentwicklung
| Jahr      | 1812  | 1819  | 1861   | 1871   | 1885   | 1900   | 1925   | 1950   | 1961   | 1970   | 1987  |
| Einwohner | *     | *     | 9      | 13     | 10     | 6      | 8      | 8      | 3      | 5      | 5     |
| Häuser    | *     |       |        |        | 2      | 2      | 2      | 1      | 1      |        | 1     |
| Quelle    | [ 6 ] | [ 9 ] | [ 10 ] | [ 11 ] | [ 12 ] | [ 13 ] | [ 14 ] | [ 15 ] | [ 16 ] | [ 17 ] | [ 1 ] |

## Religion
Altpoppenreuth ist evangelisch-lutherisch geprägt und bis heute nach St. Maria (Stammbach) gepfarrt.